# Kis-Strázsa-hegyi cseppköves hasadékbarlang
A Kis-Strázsa-hegyi cseppköves hasadékbarlang a Duna–Ipoly Nemzeti Park területén lévő Pilis hegységben, a Kis-Strázsa-hegyen található egyik barlang.

## Leírás
Esztergom-Kertváros városrészben, a Kis-Strázsa-hegy csúcsától nyugatra elhelyezkedő nagy kőfejtő falában található a bejárata. A kőbánya udvarából is jól látszik a bejárat, amelyhez egy kis ösvény vezet.
A hasadékbarlang bejárati részén meglepően nagy, száraz, roncsolt cseppkövek, cseppkőzászlók és cseppkőlefolyások figyelhetők meg. A hasadékot eredetileg 5–8 centiméter vastag kalcitréteg fedte be, amely mögé néhány helyen 50 centiméter átmérőjű áramlási cső oldódott a falba. A 18 méter hosszú barlang nagyon szűk, ezért nem könnyű bejárni, de a barlangjáró alapfelszerelésen kívül más felszerelés nem kell megtekintéséhez.
Előfordul a barlang az irodalmában Kis-Strázsa-hegyi Csepköves-barlang (Kraus 1997) néven is.

## Kutatástörténet
Az 1984-ben megjelent Magyarország barlangjai című könyvben nincs említve a barlang, az országos barlanglistában sem és az 1991-ben összeállított Pilis hegység barlangjairól szóló kéziratban sem szerepel. 1997. május 25-én Regős József mérte fel a barlangot, majd a felmérés alapján, 1997. május 27-én Kraus Sándor szerkesztette meg a barlang alaprajz térképét és keresztmetszet térképét, amelyek 1:50 méretarányban mutatják be a barlangot.
1997. május 29-én Kraus Sándor rajzolt helyszínrajzot, amelyen a Kis-Strázsa-hegy, Középső-Strázsa-hegy és Nagy-Strázsa-hegy barlangjainak földrajzi elhelyezkedése van ábrázolva. A rajzon látható a Csepköves névvel jelölt barlang földrajzi elhelyezkedése. Kraus Sándor 1997. évi beszámolójában az olvasható, hogy az 1997 előtt ismeretlen Kis-Strázsa-hegyi Csepköves-barlang jelentős, veszélyeztetett barlang, amely további kutatást igényel, és amelynek 1997-ben készült el a térképe. A jelentésbe bekerült az 1997-ben rajzolt helyszínrajz.